# Coupe de la CEMAC 2009
Navigation
Édition précédente Édition suivante
La Coupe de la CEMAC 2009 est la treizième édition de cette compétition d'Afrique centrale. Tous les matchs se déroulent à Bangui, en République centrafricaine.

## Phase de groupes
Les deux premiers de chaque groupe se qualifient pour la phase finale.

### Groupe A
| Rang | Équipe                    | Pts | J | G | N | P | Bp | Bc | Diff |  | Résultats                 |  |     |     |
| ---- | ------------------------- | --- | - | - | - | - | -- | -- | ---- |  | ------------------------- |  | --- | --- |
| 1    | République centrafricaine | 6   | 2 | 2 | 0 | 0 | 3  | 0  | +3   |  | République centrafricaine |  | 1-0 | 2-0 |
| 2    | Guinée équatoriale        | 1   | 2 | 1 | 0 | 1 | 2  | 3  | -1   |  | Guinée équatoriale        |  |     | 2-2 |
| 3    | République du Congo       | 1   | 2 | 1 | 0 | 1 | 2  | 4  | -2   |  | République du Congo       |  |     |     |

### Groupe B
| Rang | Équipe   | Pts | J | G | N | P | Bp | Bc | Diff |  | Résultats |  |     |     |
| ---- | -------- | --- | - | - | - | - | -- | -- | ---- |  | --------- |  | --- | --- |
| 1    | Tchad    | 3   | 2 | 1 | 0 | 1 | 4  | 4  | 0    |  | Tchad     |  | 4-3 | 0-1 |
| 2    | Gabon    | 3   | 2 | 1 | 0 | 1 | 4  | 4  | 0    |  | Gabon     |  |     | 1-0 |
| 3    | Cameroun | 3   | 2 | 1 | 0 | 1 | 1  | 1  | 0    |  | Cameroun  |  |     |     |

## Phase finale
Le cas échéant, le score de la séance de tirs au but est indiqué entre parenthèses.
|  | Demi-finales              | Demi-finales       |                           |   | Finale           | Finale |
|  | Demi-finales              | Demi-finales       |                           |   | Finale           | Finale |
|  |                           |                    |                           |   |                  |        |
|  |                           |                    |                           |   | 30 novembre 2009 |        |
|  |                           |                    |                           |   |                  |        |
|  | République centrafricaine | 2                  |                           |   |                  |        |
|  | République centrafricaine | 2                  |                           |   |                  |        |
|  | Gabon                     | 1                  |                           |   |                  |        |
|  | Gabon                     | 1                  | République centrafricaine | 3 |                  |        |
|  |                           |                    | République centrafricaine | 3 |                  |        |
|  |                           | Guinée équatoriale | 0                         |   |                  |        |
|  | Guinée équatoriale        | Guinée équatoriale | 0                         | 1 |                  |        |
|  | Guinée équatoriale        |                    |                           | 1 |                  |        |
|  | Tchad                     | 0                  |                           |   |                  |        |
|  | Tchad                     | 0                  | Match pour la 3e place    |   |                  |        |
|  |                           |                    |                           |   |                  |        |
|  |                           |                    |                           |   |                  |        |
|  |                           |                    |                           |   |                  |        |
|  | Tchad                     | 2                  |                           |   |                  |        |
|  | Tchad                     | 2                  |                           |   |                  |        |
|  | Gabon                     | 1                  |                           |   |                  |        |
|  | Gabon                     | 1                  |                           |   |                  |        |

## Source
- (fr) Site de la CAF